# Albrecht Dennhardt
Albrecht C. Dennhardt, genannt Abbi Dennhardt (* 28. Dezember 1944; † 15. März 2008) war ein deutscher Regisseur und Theater-, Film-, Fernsehschauspieler. Er verlegte in den 1970er Jahren seinen Lebensmittelpunkt nach Wilhelmshaven.

## Werdegang
Im Fernsehen war Dennhardt, den seine Freunde „Abbi“ nannten, in Schauspielproduktionen, in der Krimiserie Tatort als auch in Werbefilmen zu sehen. In der Krimiserie Adelheid und ihre Mörder mit Evelyn Hamann war er in einer Nebenrolle zu sehen. In Vicco von Bülows (besser bekannt als Loriot) Inszenierung Der Freischütz von Carl Maria von Weber spielte er 1988 den „Samiel“ bei den Ludwigsburger Schlossfestspielen. 1999 spielte er in der RTL-Serie Wie war ich, Doris? die Rolle des Wolfgang Schäuble und 2004 war er in dem Tatort Verlorene Töchter zu sehen. Weitere Serienauftritte hatte er in Westerdeich, Freunde fürs Leben, SK-Babies und Die Wache.
Für den Norddeutschen Rundfunk war er als Sprecher der Nachrichten tätig. 
Er war als Schauspieler an den Staats- und Stadttheatern in Bremerhaven, Coburg, Hildesheim, Lüneburg, Oldenburg und Osnabrück engagiert, sowie am Altonaer Theater in Hamburg und an der Landesbühne Niedersachsen Nord in Wilhelmshaven. Dort kam er auch in Kontakt mit dem Theater am Meer, welches in Niederdeutscher Sprache spielt. Er war dort als Regisseur zum Beispiel bei Snieder Nörig, De möblierte Herr, Schipp ahn Haben, Radels um Paul, Dat Schörengericht, Rut ut de Puschen, Arsenik un oolte Spitzen und Van Müüs un Minschen tätig.
Über Wilhelmshaven hinaus war Dennhardt auch für die Bühnen des Niederdeutschen Bühnenbundes Niedersachsen und Bremen tätig, so gab er Schauspielseminare und inszenierte unter anderem in Bremerhaven und Brake. Für die Gemeinschaftsproduktion Güstern eers un morgen wedder des Niederdeutschen Bühnenbundes Niedersachsen und Bremen war er nicht nur als Regisseur tätig, sondern entwarf auch das für die Theatertournee notwendige multifunktionale Bühnenbild.